# Takao Nishiyama
Takao Nishiyama (jap. 西山 孝朗 Nishiyama Takao; ur. 7 stycznia 1942) – japoński piłkarz, reprezentant kraju.

## Kariera klubowa
Jako piłkarz grał w takim klubie jak Toyoda Automatic Loom Works.

## Kariera reprezentacyjna
W reprezentacji Japonii zadebiutował w 1964.

## Statystyki
| Reprezentacja Japonii | Reprezentacja Japonii | Reprezentacja Japonii |
| Rok                   | Mecze                 | Gole                  |
| --------------------- | --------------------- | --------------------- |
| 1964                  | 1                     | 0                     |
| Razem                 | 1                     | 0                     |